# 维尼奥拉-法莱西纳
维尼奥拉-法莱西纳（義大利語：Vignola-Falesina），是意大利特伦托自治省的一个市镇。总面积11平方公里，人口150人，人口密度13.6人/平方公里（2009年）。ISTAT代码为022216。